# Tour de Pologne 1986
43. edycja wyścigu kolarskiego Tour de Pologne odbyła się w dniach 22 lipca – 1 sierpnia 1986. Rywalizację rozpoczęło 116 kolarzy, a ukończyło 86. Łączna długość wyścigu – 1490 km.
Pierwsze miejsce w klasyfikacji generalnej zajął Marek Kulas (Polska), drugie Zbigniew Ludwiniak (Polska), a trzecie Mirosław Uryga (Gwardia). 
Wyścig został rozegrany na trudnej, pagórkowatej i górskiej trasie i zgromadził aż 9 ekip zagranicznych. Sędzią głównym wyścigu był Antonio Coccioni (Włochy).

## Etapy
| Etap      | Data       | Start - meta            | Długość (km)            | Typ         | Zwycięzca etapu     | Lider               |
| prolog    | 22 lipca   | Warszawa                | 3,3                     | płaski      | Sławomir Krawczyk   | Sławomir Krawczyk   |
| I etap    | 23 lipca   | Piaseczno – Kielce      | 193                     | płaski      | Zdzisław Wrona      | Zdzisław Wrona      |
| II etap   | 24 lipca   | dookoła Miedzianej Góry | 116                     | pagórkowaty | Zbigniew Ludwiniak  | Sławomir Krawczyk   |
| III etap  | 25 lipca   | Kielce – Częstochowa    | 130                     | płaski      | Józef Szpakowski    | Sławomir Krawczyk   |
| IV etap   | 26 lipca   | Częstochowa - Wieliczka | 174,5                   | płaski      | Andrzej Sypytkowski | Andrzej Sypytkowski |
| V etap    | 27 lipca   | Myślenice - Zakopane    | 173                     | górski      | Edward Karczmarczyk | Sławomir Krawczyk   |
| VI etap   | 28 lipca   | Zakopane - Poronin      | 29 (jazda ind. na czas) | górski      | Bogusław Skoczeń    | Holger Müller       |
| VII etap  | 29 lipca   | Jabłonka - Rybnik       | 170                     | pagórkowaty | Zbigniew Ludwiniak  | Marek Kulas         |
| VIII etap | 30 lipca   | Nysa - Wałbrzych        | 142                     | pagórkowaty | Roman Rękosiewicz   | Marek Kulas         |
| IX etap   | 31 lipca   | Wałbrzych - Karpacz     | 168                     | górski      | Mirosław Uryga      | Marek Kulas         |
| X etap    | 1 sierpnia | Jelenia Góra - Leszno   | 171                     | pagórkowaty | Zdzisław Wrona      | Marek Kulas         |

## Końcowa klasyfikacja generalna

### Klasyfikacja indywidualna
| Poz. | Zawodnik           | Kraj           | Zespół         | Czas (średnia km/h)       |
| ---- | ------------------ | -------------- | -------------- | ------------------------- |
| 1.   | Marek Kulas        | Polska         | Polska         | 37h 13' 10" (40,000 km/h) |
| 2.   | Zbigniew Ludwiniak | Polska         | Polska         | +00' 22"                  |
| 3.   | Mirosław Uryga     | Polska         | Gwardia        | +02' 11"                  |
| 4.   | Holger Müller      | NRD            | NRD            | +02' 32"                  |
| 5.   | Jarosław Chojnacki | Polska         | Legia          | +03' 35"                  |
| 6.   | Vladimir Kozarek   | Czechosłowacja | Czechosłowacja | +04' 25"                  |
| 7.   | Marek Świniarski   | Polska         | LZS I          | +04' 44"                  |
| 8.   | Stanisław Trzeciak | Polska         | Dolmel         | +04' 56"                  |
| 9.   | Dariusz Kajzer     | Polska         | Kalisz         | +05' 08"                  |
| 10.  | Józef Szpakowski   | Polska         | Górnik         | +05' 09"                  |

### Klasyfikacja drużynowa
| 1. | Polska | 111h 39' 13" |
| 2. | LZS I  | +10' 08"     |
| 3. | NRD    | +11' 51"     |
| 4. | Legia  | +11' 57"     |
| 5. | Górnik | +16' 54"     |

### Klasyfikacja najaktywniejszych
| 1. | Adam Zagajewski      | Polska | 27 pkt |
| 2. | Krzysztof Rychlewicz | Polska | 18 pkt |
| 3. | Jarosław Figura      | Polska | 16 pkt |
| 4. | Janusz Domin         | Polska | 11 pkt |
| 5. | Adam Wolański        | Polska | 9 pkt  |

### Klasyfikacja punktowa
(od 2005 roku koszulka granatowa)
| 1. | Mirosław Uryga     | Polska | 158 pkt |
| 2. | Zbigniew Ludwiniak | Polska | 174 pkt |
| 3. | Zdzisław Wrona     | Polska | 179 pkt |
| 4. | Sławomir Krawczyk  | Polska | 222 pkt |
| 5. | Andreas Waltenberg | NRD    | 272 pkt |

### Klasyfikacja górska
| 1. | Jan Skowronek    | Polska | 24 pkt |
| 2. | Józef Szpakowski | Polska | 22 pkt |
| 3. | Mirosław Uryga   | Polska | 15 pkt |
| 4. | Colak Adem       | Turcja | 14 pkt |
| 5. | Holger Müller    | NRD    | 13 pkt |

### Klasyfikacja na najwszechstronniejszego kolarza
| 1. | Józef Szpakowski    | Polska | 51 pkt |
| 2. | Zbigniew Ludwiniak  | Polska | 46 pkt |
| 3. | Andrzej Sypytkowski | Polska | 31 pkt |
| 4. | Marek Kulas         | Polska | 26 pkt |
| 5. | Janusz Domin        | Polska | 25 pkt |